# Petaloptila carabajali
Petaloptila carabajali är en insektsart som beskrevs av Barranco 2004. Petaloptila carabajali ingår i släktet Petaloptila och familjen syrsor. Inga underarter finns listade i Catalogue of Life.